# Capenati

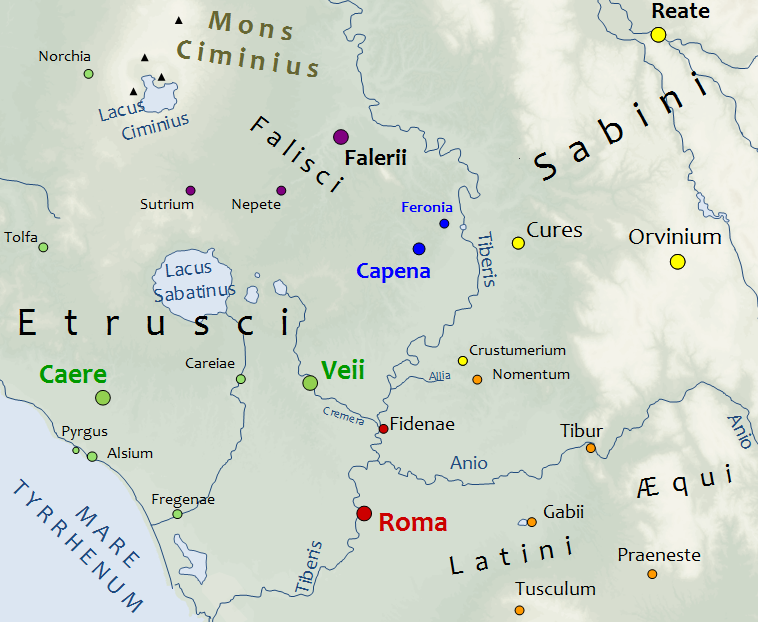
Il territorio dei Capenati attorno al 400 a.C. con i centri di Capena e Lucus Feroniae.

I Capenati sono stati un popolo della Valle del Tevere, nel Lazio centro-settentrionale, in riferimento al centro arcaico di Capena, i resti archeologici si trovano nella località di Civitucola nel comune di Capena. 

## Territorio
Il territorio del centro arcaico di Capena aveva rapporti socio-culturali-economici ad est con i Curiti o Quiriti di Cures Sabini, a nord con i Falisci di Faleri Veteres e il centro arcaico di Poggio Sommavilla a sud e ovest con Veio.
Dopo l'occupazione romana in epoca imperiale venne chiamato Ager capenas, assegnato alla tribù Stellatina, istituita nel 387 a.C. introdotto nella Regio VII Etruria. Da iscrizioni di età imperiale risulta che Capena portava il titolo di municipium foederatum, probabilmente comprendeva i territori della valle del Tevere degli attuali comuni di Capena, Fiano Romano, Morlupo, Civitella San Paolo, Nazzano, Ponzano Romano, Filacciano, Torrita Tiberina, Rignano Flaminio, Sant'Oreste, Castelnuovo di Porto e Riano.

## Storia
Le fonti storiche romane, tramandano la nascita della città di Capena ad opera degli abitanti di Veio, attestando che hanno un'origine etrusca.La lingua dei Capenati ha affinità con quella falisco-latina, ma anche riferimenti alla lingua di Cultura appenninica Osco-Umbra-Sabellica, parlata a Cures Sabini. La presenza del santuario di Lucus Feroniae, con il culto dei capenati della dea Feronia, venerata in tutto il centro della penisola, fa pensare ad un'interazione multiculturale tra i popoli arcaici della Valle del Tevere.
Subirono l'influenza culturale degli Etruschi e si allearono con altre città della Valle del Tevere, i Veienti, i Falisci, il centro arcaico di Poggio Sommavilla nelle guerre contro Roma arcaica. Sconfitti, a seguito della caduta di Veio, il loro territorio venne occupato militarmente dalle Legioni Romane comandate da Marco Furio Camillo e annesso alla Repubblica romana.